# Aleksandr Komin
Aleksandr Komin, né le 12 avril 1995 à Samara, est un coureur cycliste russe.

## Palmarès
- 2016
  - Penza Stage Race :
    - Classement général
    - 1re et 3e étapes

  - 4e étape de l'Udmurt Republic Stage Race
  - 3e du championnat de Russie du critérium
- 2018
  - 2e étape de l'Izhevsk Stage Race
  - 2e étape de l'Udmurt Republic Stage Race
  - 1re étape de la Samara Stage Race
  - 3e de l'Udmurt Republic Stage Race
- 2021
  - 8e étape de la Friendship People North-Caucasus Stage Race

## Classements mondiaux
| Année                                 | 2017  | 2018 | 2019  | 2020  | 2021  |
| ------------------------------------- | ----- | ---- | ----- | ----- | ----- |
| Classement mondial                    | 2326e | nc   | 2553e | 1349e | 2301e |
| UCI Europe Tour                       | 1529e | nc   | 1617e | 1026e | 1534e |
|                                       |       |      |       |       |       |
| Légende : nc = non classéSource : UCI |       |      |       |       |       |